# Acoustic (Balance and Composure)
Acoustic è un EP del gruppo musicale Balance and Composure, pubblicato il 24 aprile 2012 dalla No Sleep Records.
Si tratta della versione acustica di tre canzoni presenti sull'album di debutto Separation, uscito l'anno prima. L'EP è stato stampato in 1 700 copie su vinile.

## Tracce
1. Separation – 2:57
2. Stonehands – 3:49
3. More to Me – 4:39